# Hamatastus conspectus
Hamatastus conspectus är en skalbaggsart som beskrevs av Monné 1985. Hamatastus conspectus ingår i släktet Hamatastus och familjen långhorningar. Inga underarter finns listade i Catalogue of Life.